# Johannes Voigt
Pour les articles homonymes, voir Voigt.
Johannes Voigt, né le 27 août 1786 à Bettenhausen dans le duché de Saxe-Meiningen et mort le 23 septembre 1863 à Königsberg, est un historien allemand et père de l'historien et chercheur Georg Voigt.

## Biographie
En 1806, il étudie à Iéna la théologie à travers la personnalité de Johann Jakob Griesbach. Il étudie ensuite la philologie et l'histoire à la "Fondation Francke" de la ville de Halle. 
En 1817, il est nommé professeur d'histoire à l'université de Königsberg.
Il est fait chevalier de l'ordre de l'Aigle rouge, ordre de chevalerie du royaume de Prusse, ainsi que récipiendaire de l'ordre royal de Dannebrog.
Johannes Voigt fut un spécialiste de l'histoire de la Prusse. Cependant son travail le plus connu reste un ouvrage sur le pape Grégoire VII (intitulé : Hildebrand als Papst Gregor VII und sein Zeitalter).

## Travaux
- Hildebrand als VII Gregor Papst. und sein Zeitalter, Weimar 1815, 2. Aufl. 1846.
- Geschichte des Lombardenbunds, Königsberg. 1818.
- Preußens Geschichte, Königsberg 1827-39, 9 Bde.
- Codex diplomaticus prussicus, Königsberg 1836-61, 6 Bde.
- Die Westfälischen Femgerichte in Bezug auf Preußen, Königsberg 1836.
- Briefwechsel der berühmtesten Gelehrten des Zeitalters der Réforme mit Herzog Albrecht von Preussen, Königsberg 1841.
- Handbuch der Geschichte Preußens bis zur Reformation, Königsberg 1842-43, 3 Bde.
- Geschichte des sogen. Tugendbunds, Königsberg 1850.
- Markgraf Albrecht Alcibiades von Brandenburg-Kulmbach, Berlin 1852, 2 Bde.
- Geschichte des Deutschen Ritterordens Berlin 1857-59, 2 Bde.
- Die Erwerbung der Neumark, Ziel und Erfolg der Brandenburgischen Politik unter den Kurfürsten Friedrich I. und Friedrich II. 1402-1457 (Selon des sources d'archives de Johannes Voigt), Berlin 1863.

## Biographie
- Notices dans des dictionnaires ou encyclopédies généralistes :   - Biografisch Portaal van Nederland
  - Deutsche Biographie
  - Visuotinė lietuvių enciklopedija
- Notices d'autorité :   - VIAF
  - ISNI
  - BnF (données)
  - IdRef
  - LCCN
  - GND
  - Italie
  - Belgique
  - Pays-Bas
  - Pologne
  - Israël
  - NUKAT
  - Catalogne
  - Vatican
  - Tchéquie
  - Portugal
  - Lettonie
  - Grèce
  - WorldCat